# Estação Ellsworth
A Estação Ellsworth (em castelhano:  Estación Científica Ellsworth) foi uma base antártica estabelecida pelos Estados Unidos durante o Ano Geofísico Internacional de 1957. A base foi logo entregue nas mãos da Argentina e subsequentemente abandonada e coberta de gelo em 1962.

## História
Batizada com o nome do explorador norte-americano Lincoln Ellsworth, a base foi localizada na costa ocidental do Mar de Weddell sobre a Plataforma de Gelo Filchner-Ronne. O sítio exato foi planejada originalmnete para o Cabo Adams, mas então o terreno se provou imprestável devido aos penhascos de gelo e uma localização substituta Baía de Gould foi selecionada.
A estação foi construída pelo pessoal da marinha sob o comando do Capitão Finn Ronne, com o apoio dos quebradores de gelo USS Staten Islands e USS Wyandot.  Foi comissionada em 11 de fevereiro de 1957 e foi entregue nas mãos da Argentina, para o Instituto Antártico Argentino, em 17 de janeiro de 1959.  Com a devolução, o governo dos Estados Unidos deu prédios, instalações e todos os suprimentos de comida existente apesar da Argentina ter se comprometido a providenciar os serviços necessários e administrativos necessários para a operação continuada da base. Foi acordado que os cientistas de ambos os países trabalhariam juntos na base em estudos técnicos e em pesquisa científica.
Durante sua operação um número de experimentos e observações foram executadas envolvendo meteorologia, radiação, mensuração de dióxido de carbono do ar, observações ionosféricas de raios cósmicos e estudos para a Plataforma de Gelo Filchner.
Em 6 de janeiro de 1962, o Capitão Hermes Quijada da Aviação Naval Argentina viajou de avião desta base até ao Polo Sul. Em 30 de dezembro de 1962 a base fechou; depois de algum tempo foi coberta de gelo e desapareceu.